# Chrysotachina
Chrysotachina är ett släkte av tvåvingar. Chrysotachina ingår i familjen parasitflugor.
Kladogram enligt Catalogue of Life:
| Chrysotachina | \| \| Chrysotachina alcedo \| \| \| \| \| \| Chrysotachina aldrichi \| \| \| \| \| \| Chrysotachina auriceps \| \| \| \| \| \| Chrysotachina braueri \| \| \| \| \| \| Chrysotachina cinerea \| \| \| \| \| \| Chrysotachina cristiverpa \| \| \| \| \| \| Chrysotachina currani \| \| \| \| \| \| Chrysotachina erythrostoma \| \| \| \| \| \| Chrysotachina infrequens \| \| \| \| \| \| Chrysotachina longipennis \| \| \| \| \| \| Chrysotachina ornata \| \| \| \| \| \| Chrysotachina panamensis \| \| \| \| \| \| Chrysotachina peruviana \| \| \| \| \| \| Chrysotachina purpurea \| \| \| \| \| \| Chrysotachina ruficauda \| \| \| \| \| \| Chrysotachina ruficornis \| \| \| \| \| \| Chrysotachina setifera \| \| \| \| \| \| Chrysotachina subviridis \| \| \| \| \| \| Chrysotachina tatei \| \| \| \| \| \| Chrysotachina tieta \| \| \| \| \| \| Chrysotachina townsendi \| \| \| \| \| \| Chrysotachina tropicalis \| \| \| \| \| \| Chrysotachina verticalis \| \| \| \| \| \| Chrysotachina willistoni \| \| \| \| \| \| Chrysotachina viridis \| \| \| \| |
|               | \| \| Chrysotachina alcedo \| \| \| \| \| \| Chrysotachina aldrichi \| \| \| \| \| \| Chrysotachina auriceps \| \| \| \| \| \| Chrysotachina braueri \| \| \| \| \| \| Chrysotachina cinerea \| \| \| \| \| \| Chrysotachina cristiverpa \| \| \| \| \| \| Chrysotachina currani \| \| \| \| \| \| Chrysotachina erythrostoma \| \| \| \| \| \| Chrysotachina infrequens \| \| \| \| \| \| Chrysotachina longipennis \| \| \| \| \| \| Chrysotachina ornata \| \| \| \| \| \| Chrysotachina panamensis \| \| \| \| \| \| Chrysotachina peruviana \| \| \| \| \| \| Chrysotachina purpurea \| \| \| \| \| \| Chrysotachina ruficauda \| \| \| \| \| \| Chrysotachina ruficornis \| \| \| \| \| \| Chrysotachina setifera \| \| \| \| \| \| Chrysotachina subviridis \| \| \| \| \| \| Chrysotachina tatei \| \| \| \| \| \| Chrysotachina tieta \| \| \| \| \| \| Chrysotachina townsendi \| \| \| \| \| \| Chrysotachina tropicalis \| \| \| \| \| \| Chrysotachina verticalis \| \| \| \| \| \| Chrysotachina willistoni \| \| \| \| \| \| Chrysotachina viridis \| \| \| \| |
|               | Chrysotachina alcedo |
|               | |
|               | Chrysotachina aldrichi |
|               | |
|               | Chrysotachina auriceps |
|               | |
|               | Chrysotachina braueri |
|               | |
|               | Chrysotachina cinerea |
|               | |
|               | Chrysotachina cristiverpa |
|               | |
|               | Chrysotachina currani |
|               | |
|               | Chrysotachina erythrostoma |
|               | |
|               | Chrysotachina infrequens |
|               | |
|               | Chrysotachina longipennis |
|               | |
|               | Chrysotachina ornata |
|               | |
|               | Chrysotachina panamensis |
|               | |
|               | Chrysotachina peruviana |
|               | |
|               | Chrysotachina purpurea |
|               | |
|               | Chrysotachina ruficauda |
|               | |
|               | Chrysotachina ruficornis |
|               | |
|               | Chrysotachina setifera |
|               | |
|               | Chrysotachina subviridis |
|               | |
|               | Chrysotachina tatei |
|               | |
|               | Chrysotachina tieta |
|               | |
|               | Chrysotachina townsendi |
|               | |
|               | Chrysotachina tropicalis |
|               | |
|               | Chrysotachina verticalis |
|               | |
|               | Chrysotachina willistoni |
|               | |
|               | Chrysotachina viridis |
|               | |